# Lịch sử Lào
Bằng chứng về sự hiện diện của con người ở các vùng cao nguyên phía bắc và trung tâm bán đảo Đông Dương đã tạo nên lãnh thổ của dân tộc Lào hiện đại từ thời đại đồ đá cũ. Những người đến đây sớm nhất là người Australo-Melanesia gắn liền với văn hóa Hòa Bình và đã cư trú ở các vùng cao nguyên và nội địa và toàn bộ Đông Nam Á cho đến ngày nay. Các làn sóng di cư Austroasiatic và Austronesian sau đó chỉ ảnh hưởng đến Lào trong đất liền và sự tiếp xúc với văn hóa Trung Quốc và Ấn Độ có tác động lớn đến đất nước này.
Vương quốc Lào dành độc lập từ Đế quốc thực dân Pháp vào năm 1953. Vương quốc đầu tiên của người Lào là vương quốc Lan Xang vào thế kỷ thứ mười ba. Lan Xang tồn tại như một vương quốc thống nhất từ năm 1357 đến năm 1707, bị chia thành ba vương quốc đối địch là Luang Phrabang, Viêng Chăn và Champasak từ năm 1707 đến năm 1779, trở thành chư hầu Xiêm La từ năm 1779 đến năm 1893, và được thống nhất dưới sự bảo hộ của Pháp tại Lào năm 1893. Biên giới của Lào hiện nay được chính quyền thực dân Pháp thiết lập vào cuối thế kỷ 19 và đầu thế kỷ 20.

## Thời kỳ đầu

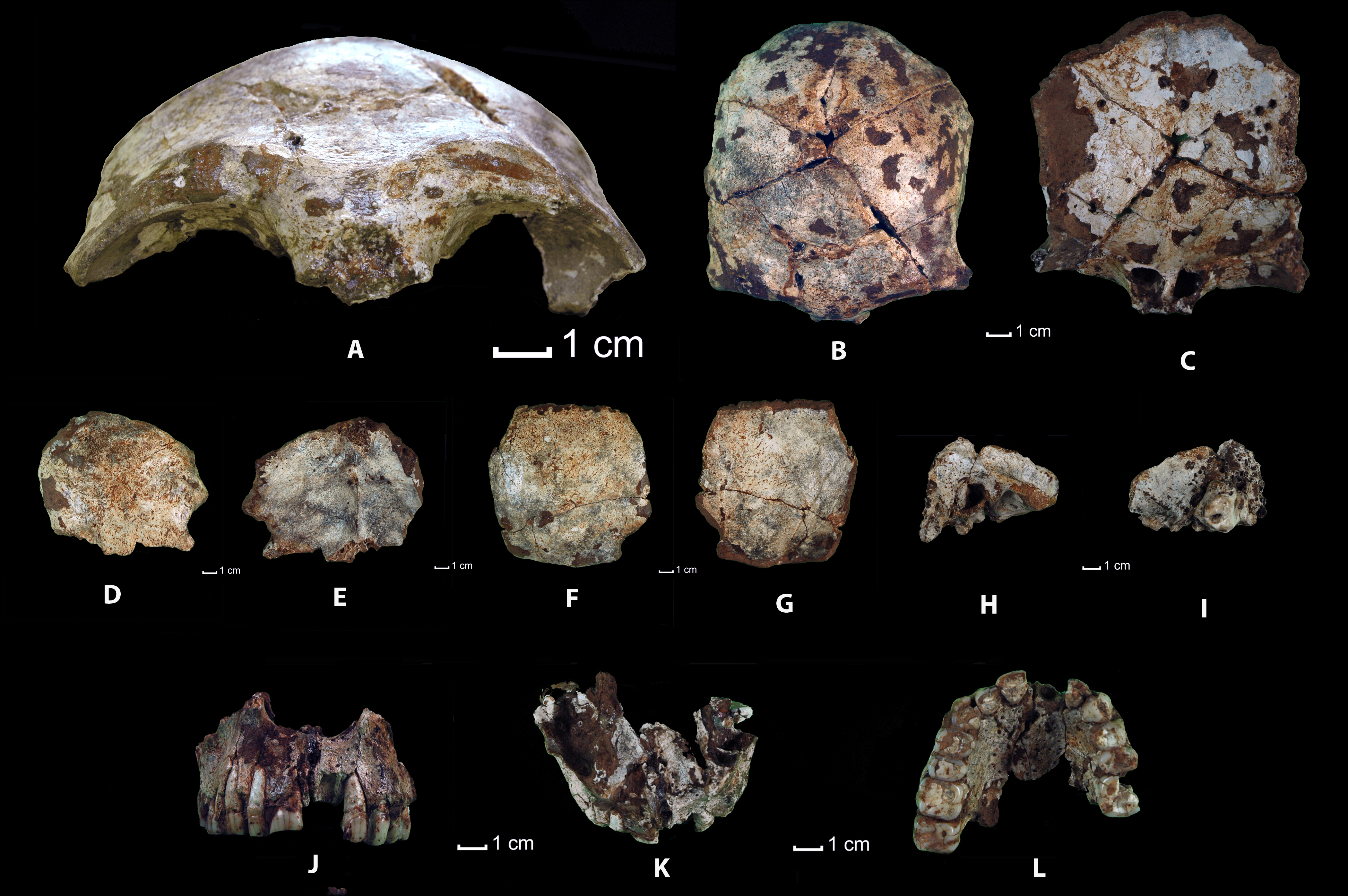
Hóa thạch người cổ còn lại ở hang Tam Pa Ling

Người Lào, nhóm dân tộc chính sống tại nước Lào hiện nay, là một nhánh của các dân tộc sử dụng hệ ngôn ngữ Tai-Kadai, những người mà cho tới thế kỉ 8 đã thiết lập vương quốc Nam Chiếu hùng mạnh ở phía tây nam Trung Quốc. Từ Nam Chiếu, người Thái đã di cư dần dần về phía nam, vào sâu trong bán đảo Trung Ấn; sự di cư của họ đã được đẩy mạnh vào thế kỉ 13 khi quân Nguyên Mông của hoàng đế Hốt Tất Liệt xâm chiếm miền Nam Trung Hoa. Cùng với các dân tộc Thái khác, người Lào đã dần dần chiếm lĩnh địa bàn của các bộ lạc thổ dân bản địa (thường được gọi chung là người Kha, nghĩa là "nô lệ") đã sống từ thế kỉ 5 tại nơi mà nay là nước Lào, dưới quyền cai trị của đế quốc Khmer. Trong các thế kỉ 12 và 13, người Thái thiết lập lãnh địa Muang Swa (sau là Luang Prabang), do các lãnh đạo người Thái cai trị.
Hệ ngôn ngữ Tai-Kadai là ngữ hệ có nguồn gốc từ nam Trung Quốc, gồm người Lào, Xiêm, người Sán Chay ở đông bắc Miến Điện, người Choang ở tỉnh Quảng Tây Trung Quốc và người Thổ, người Nùng ở vùng núi phía đông bắc Việt Nam. Trong thiên niên kỷ đầu tiên sau công nguyên, dưới áp lực bành trướng của người Hán Trung Quốc, người Thái bắt đầu di cư xuống vùng Đông Nam Á. Họ thế chỗ những dân tộc vốn sống ở đó từ trước (gồm cả nền văn hoá ở thời kỳ đồ sắt với những người đã tạo ra những chiếc chum đá khổng lồ đã thành tên cho vùng Cánh đồng Chum ở trung tâm nước Lào). Sông Mekong chảy xuyên qua nước Lào ngày nay là một con đường di cư chính, nhưng sức mạnh của Đế quốc Khmer (Campuchia) đã ngăn không cho người Thái chiếm vùng đồng bằng sông Cửu Long. Thay vào đó, vùng định cư chính của người Thái nằm xa hơn về phía nam, ở châu thổ sông Chao Phraya, nơi họ lập nên nhiều vương quốc tiền thân của nước Xiêm hiện đại hay Thái Lan.
Trong thiên niên kỷ đầu tiên sau công nguyên, các dân tộc Thái vẫn còn được tổ chức một cách lỏng lẻo thành nhiều thực thể nhỏ gọi là muang (mường) hay mandalas. Họ bị ảnh hưởng nhiều từ những nền văn hoá văn minh hơn ở xung quanh: văn hoá Khmer ở phía đông nam, các văn hoá Hindu của Ấn Độ ở phía tây. Đa số các dân tộc Thái chuyển sang một hình thức tôn giáo kiểu Hindu giáo, hiện ta vẫn còn thấy những dấu vết của nó trong các tôn giáo Lào hiện nay. Giữa thế kỷ thứ 6 và thứ 9 công nguyên, Phật giáo bắt đầu lan tới những vùng do người nói tiếng Thái sinh sống, có lẽ qua Miến Điện, và trở thành tôn giáo chính. Nhưng Lào vẫn giữ nhiều tôn giáo duy linh từ thời tiền Phật giáo.
Khi người Thái đã củng cố được vị trí, họ lại phân chia ra thành nhiều nhóm ngôn ngữ phụ. Các ngôn ngữ đó gồm Thái-Lào, trong khoảng thế kỷ 11 và 12 công nguyên từng lan rộng dọc theo vùng trung Châu thổ sông Cửu Long và qua cao nguyên Khōrāt (hiện nay là vùng Isan ở đông bắc Thái Lan). Bước tiến về phía nam của họ bị người Khmer chặn lại ở Champāsak, người Khmer đã xây dựng lên những đền tháp vĩ đại ở Wat Phū. Tới lượt Lào lại bị chia ra thành nhiều nhóm, dựa trên địa điểm họ sinh sống và quan hệ của họ với dòng sông. Các nhóm đó gồm Lào-Lum (Lào ở vùng trũng của châu thổ), Lào-Thoeng (Lào ở những sườn núi dốc) và Lào-Sūng (Lào ở trên đỉnh núi). Nhóm cuối này gồm nhiều thiểu số ngôn ngữ chỉ còn giữ quan hệ xa với ngôn ngữ Thái. Lào-Lum, có đất canh tác tốt nhất và có con sông làm đường vận chuyển trở thành nhóm giàu có nhất trong khác dân tộc Thái-Lào. Những sự chia tách này để lại dấu ấn trong lịch sử Lào và vẫn tồn tại đến ngày nay, nhiều nhóm dân tộc Lào-Thoeng và Lào-Sūng rất ít trung thành với nhóm Lào-Lum hiện đang thống trị đất nước.
Sự nổi lên và suy sụp của nhiều quốc gia Lào thời kỳ đầu hiện nay chỉ còn được ghi lại trong truyền thuyết. Vị lãnh đạo đầu tiên được ghi lại trong lịch sử Lào là Khun Lô, có lẽ ông đã chinh phục vùng Luang Phrabāng từ tay những nhóm người không phải Thái vào thế kỷ thứ 12. Bởi vì sông Cửu Long bị chia thành ba vùng vận tải thủy riêng biệt theo độ dốc của nó, giữa Luang Phrabāng và Viêng Chăn (Vientiane) giữa Viêng Chăn và Savannakhēt, ba thành phố đó trở thành những trung tâm riêng biệt "tượng trưng" của Lào-Lum. Mô hình này chỉ bị phá vỡ khi người Mông Cổ xâm lược năm 1253, khi đội quân do Kublai Khan chỉ huy tiến về hạ lưu sông Cửu Long để tấn công vương quốc Khmer. Khi người Mông Cổ rút đi, một vương quốc mới là Sukhothai được người Xiêm dựng lên, sau này nó phát triển thành một nhà nước Xiêm hùng mạnh hơn với thủ đô ở Ayutthaya (được thành lập năm 1351). Vương quốc Lān Nā, đóng đô ở Chiềng Mai gồm cả những đặc trưng Xiêm và Lào cũng được thành lập vào khoảng thời gian này.
Để đáp lại, những vị cai trị Thái-Lào ở Luang Phrabāng (lúc ấy được gọi là Xiang Dong Xiang Thong) lập nên một nhà nước mới, trong khi về danh nghĩa vẫn là nước phụ thuộc của nhà Nguyên (Mông Cổ) ở Trung Quốc, nhưng thực tế nó là lực lượng lãnh đạo các dân tộc Lào. Từ khoảng năm 1271 nước này do triều đình Phrayā cai trị. Khoảng năm 1350 một hoàng tử là Fā Ngum chạy trốn khỏi triều đình với cha sau một vụ bất hoà và tìm nơi ẩn náu ở chỗ người Khmer tại Angkor, ông đã cưới một công chúa ở đây. Năm 1353 ông quay trở với tư cách chỉ huy một đội quân (có lẽ với sự hỗ trợ của người Khmer), chiếm Xiang Dong Xiang Thong và lập nên một nhà nước Lào mới chiếm toàn bộ vùng châu thổ sông Cửu Long nơi sinh sống của những bộ tộc nói tiếng Lào. Đó chính là Lān Xāng, Vương quốc Triệu voi.

## Vương quốc Lan Xang
Vương quốc của người Lào (Vạn Tượng) hiện nay một số sách báo viết là Lan Xang, Lan Ch'ang (tiếng Pali: Sisattanakhanahut, tiếng Lào: ລ້ານຊ້າງ - lâansâang, tiếng Trung: 南掌 - Nam Chưởng hay 萬象 - Vạn Tượng) nghĩa là "đất nước triệu voi", được Somdetch Brhat-Anya Fa Ladhuraniya Sri Sadhana Kanayudha Maharaja Brhat Rajadharana Sri Chudhana Negara (tức vua Fā Ngum) thành lập năm 1354.
Phải sống lưu vong từ khi còn nhỏ sang Đế quốc Khmer, hoàng tử Lào từ Xieng Dong Xieng Thong (tên chính thức là Muang Sua sau khi Lào chiếm được nó từ đế quốc Khmer) cuối cùng đã kết hôn với một trong các công chúa của vua Khmer. Năm 1349 bắt đầu từ Angkor với việc chỉ huy của đội quân 10.000 lính, Fā Ngum đã tổ chức các lãnh địa mà ông chiếm được thành các mường (tương tự như tỉnh ngày nay) và giành lại Xieng Dong Xieng Thong từ tay cha và anh trai. Fā Ngum được tôn lên làm vua của Vạn Tượng tại Viêng Chăn, nơi ông đã giành được chiến thắng (trận Phay Nam) vào tháng 6 năm 1354. Vạn Tượng, theo nghĩa đen là "triệu voi", một cách nói bóng gió tới cỗ máy chiến tranh kinh khủng của ông. Đất nước Vạn Tượng trải dài từ biên giới phía bắc với Trung Quốc tới Sambor phía dưới các thác ghềnh của sông Mê Kông tại khu vực đảo Khong và từ phía đông là biên giới với Đại Việt tới các dốc đứng phía tây của cao nguyên Khorat. Khi đó, nó đã từng là một trong các quốc gia lớn nhất tại khu vực Đông Nam Á. Muang Sua là vương quốc đầu tiên được các bộ lạc người Lào/Thái thành lập và chiếm đóng từ lãnh thổ của đế quốc Khmer.
Những năm đầu trong thời gian trị vì của Fā Ngum tại kinh đô Xieng Dong Xieng Thong đã không có biến cố gì. Tuy nhiên, sáu năm tiếp theo (từ 1362 tới 1368), lại là khoảng thời gian bất ổn do mâu thuẫn tôn giáo giữa nhánh Lạt ma giáo trong Phật giáo mà Fā Ngum theo với Phật giáo Tiểu thừa (Theravada) truyền thống của khu vực. Ông đã trấn áp khốc liệt sự ủng hộ trong giới bình dân với những ý định chống lại người Mông Cổ và cho phá hủy nhiều chùa chiền. Năm 1368, người vợ gốc Khmer của Fā Ngum chết. Sau đó ông cưới con gái của vua Ayutthaya, người dường như đã có ảnh hưởng tới các cố gắng kiến lập hòa bình. Ví dụ, bà là người ra lệnh chào đón phái bộ tôn giáo và nghệ sĩ đã mang một bức tượng Phật là Phra Bang tới đây, mà theo tên gọi của nó kinh đô của vương quốc được đổi tên. Bức tượng Phật này cũng đã trở thành vật hộ mệnh cho vương quốc. Tuy nhiên, sự oán hận trong dân chúng vẫn tiếp tục diễn ra và năm 1373 Fā Ngum phải rút về Muang Nan (nay thuộc tỉnh Nan của Thái Lan). Con trai của ông, Oun Heuan, người phải sống lưu vong tại miền nam Vân Nam, đã quay trở lại để làm nhiếp chính cho đế quốc mà Fā Ngum đã tạo ra. Oun Heuan chính thức lên ngôi (tức vua Samsenethai – nghĩa là 300.000 người Thái) năm 1393 khi Fā Ngum chết, đánh dấu sự kết thúc vai trò chúa tế của người Mông Cổ tại khu vực thung lũng trung lưu sông Mê Kông. Các ghi chép lịch sử của người Thái cho thấy Samsenthai và toàn bộ các vị vua tiếp theo của Vạn Tượng (Lào) đều đóng vai trò vua của quốc gia chư hầu cho vương quốc Ayutthaya.
Vương quốc do người Lào, người Thái và một số bộ lạc miền đồi núi khác dựng lên, đã tồn tại trong vùng ranh giới này trong vòng khoảng 300 năm nữa và trong một khoảng thời gian ngắn thậm chí còn mở rộng thêm được về phía tây bắc. Các hậu duệ của Fā Ngum còn tại vị trên ngai vàng tại Muang Sua, đổi tên nó thành Luang Phrabang, trong gần 600 năm sau khi ông chết, duy trì sự độc lập của Vạn Tượng cho tới cuối thế kỷ 17 thông qua một mạng lưới phức tạp các mối quan hệ chư hầu với các công quốc nhỏ hơn. Những người kế tục Fā Ngum, đặc biệt là vua Photisarath ở thế kỷ 16 đã giúp đưa Phật giáo Nam truyền trở thành tôn giáo chính trong nước. Vào cùng khoảng thời gian này, các vị vua của Vạn Tượng cũng phải chiến đấu để đẩy lui các cuộc xâm lấn từ phía Đại Việt (1478-1479), Xiêm La (1536), và Myanmar (1571-1621).

## Thời kỳ chia cắt và bị phụ thuộc
Năm 1694, Vạn Tượng rơi vào cảnh tranh giành ngai vàng, và kết quả là nó đã rơi vào giai đoạn suy tàn. Lãnh thổ Lan Xang bị chia thành ba quốc gia phụ thuộc lẫn nhau với quốc gia lớn nhất Luang Prabang ở phía bắc, Vientiane ở trung tâm, và Champasak ở phía nam vào năm 1707. Khu vực tỉnh Houaphan có địa vị bán độc lập và tự trị do kết quả của cuộc sáp nhập bởi quân đội Đại Việt cuối thế kỷ 15, đây cũng là sự khởi đầu cho quan hệ triều cống cho các triều đại tại Việt Nam sau này.
Với sự sụp đổ của Lān Xāng, sự chú ý của người châu Âu tới nước Lào giảm sút, và chỉ có một vài người tới đây trong thế kỷ 18. Có ít tài liệu về những sự việc xảy ra bên trong nước Lào ở thời kỳ này. Năm 1763, cuộc xâm lăng lớn nhất của người Miến Điện đã diễn ra. Tất cả các vùng lãnh thổ Lào đều bị chinh phục. Năm 1767, vương quốc Ayutthaya sụp đổ. Một lần nữa, các dân tộc Thái có nguy cơ trở thành thần dân của Miến Điện. Nhưng người Xiêm ngay lập tức phát động một cuộc phản công. Taksin, một vị tướng gốc Hán, đã tổ chức kháng chiến, đẩy lùi người Miến Điện và lập ra một thủ đô mới ở Bangkok, từ đó ông bắt đầu cuộc chinh phục toàn bộ các dân tộc Thái. Taksin tấn công người Miến Điện ở phía bắc năm 1774 và chiếm Chiềng Mai năm 1776, thống nhất vĩnh viễn hai nước Xiêm và Lān Nā. Tướng của Taksin trong chiến dịch này là Thong Duang, được biết đến với danh hiệu Chaophraya Chakri. Năm 1778, Chakri dẫn một đội quân Xiêm khác đi về phía bắc. Các vương quốc Lào lần lượt bị Xiêm xâm chiếm và trở thành các chư hầu của vương quốc Xiêm.
Người Xiêm đến Lào không phải với tư cách những người giải phóng. Viêng Chăn bị cướp bóc sạch trơn. Báu vật được tôn kính nhất, Phật Ngọc, bị đem về Bangkok và vẫn ở đó cho tới nay. Vị vua ở Viêng Chăn trốn thoát nhưng đã chết một thời gian sau đó. Từ đó bắt đầu thời cai trị của các vị vua bù nhìn do Xiêm dựng lên. Nhiều gia đình quý tộc Lào bị lưu đày và bị buộc phải di cư sang đất Xiêm. Champāsak cũng bị đặt dưới quyền kiểm soát của Xiêm, mặc dù một số mường Lào ở miền núi phía đông vẫn tiếp tục triều cống cho triều đình Việt Nam tại Huế. Năm 1792, người Xiêm chiếm Luang Phrabāng, nhưng thủ đô cũ này được đối xử tốt hơn so với những gì đã xảy ra cho Viêng Chăn. Nó không bị cướp phá, và vị vua ở đó vẫn giữ được ngôi vị của mình sau khi đã thần phục người Xiêm.
Năm 1782, Chaophraya Chakri phế truất Taksin khỏi ngôi vua nước Xiêm, lên ngôi và trở thành vua Rama I, lập ra triều Chakri mà hiện vẫn giữ ngôi vị ở Thái Lan. Dưới ảnh hưởng ngày càng tăng từ phía tây, các vị vua triều Chakri bắt đầu chuyển đổi hình thức nước Xiêm vốn gồm nhiều vùng khác nhau thành một quốc gia kiểu hiện đại, dù đây là một quá trình chậm chạp, khó khăn và đã kéo dài hơn một thế kỷ. Ban đầu, các vương quốc Lào ở xa không bị ảnh hưởng nhiều. Họ phải nộp cống và tuân phục Bangkok, và vẫn được để yên.
Từ sau năm 1785, với sự lớn mạnh của nhà Tây Sơn ở Việt Nam, đặc biệt là sau trận thắng vang dội Rạch Gầm-Xoài Mút trước quân Xiêm, sự kiểm soát từ Bangkok tới các vương quốc Lào có phần nới lỏng. Các vương quốc Lào cũng dần trở thành các vương quốc chư hầu của Việt Nam. Trong chiến dịch giành quyền kiểm soát từ tay nhà Tây Sơn, năm 1802, quân nhà Nguyễn phá thành phố Viêng Chăn, và giành quyền kiểm soát vùng bắc Lào.
Khi vua Ānuvong ở vương quốc Viêng Chăn lên ngôi vào năm 1804, ông đã bắt tay xây dựng lại sức mạnh đất nước. Ānuvong xây dựng ngôi chùa Wat Sisakēt tráng lệ để làm biểu tượng cho sự hồi sinh của Lào. Tới năm 1823 ông tin rằng mình đã đủ sức mạnh để gạt bỏ ách thống trị của người Xiêm. Ông dễ dàng chiếm quyền kiểm soát vùng Viêng Chăn, trong khi các đồng minh của mình chiếm Champāsak. Sau đó quân đội Lào vượt sông Mê Kông, với tham vọng giải phóng cao nguyên Khōrāt là nơi các dân tộc nói tiếng Lào sinh sống và tuyên bố độc lập khỏi nước Xiêm. Ānuvonglà vị vua Lào đầu tiên đi tiên phong với vai trò một người yêu nước, kêu gọi sự đoàn kết thống nhất và dẫn dắt các bộ tộc Lào. Nhưng những thành công đầu tiên của ông không kéo dài. Vua Luang Phrabāng liên kết với người Xiêm, người Việt Nam không giúp đỡ, và vua Xiêm Rama III huy động quân đội phản công. Năm 1827, quân Lào thua trận chiến quyết định ở phía nam Viêng Chăn. Thành phố (trừ một số đền chùa) bị đốt cháy trụi và dân cư bị trục xuất. Năm sau đó, Ānuvongbị bắt và chết trong tù tại Bangkok. Vương quốc Viêng Chăn bị tiêu diệt hoàn toàn và trở thành một tỉnh của Xiêm: đây là một sự phát triển mới trong lịch sử Thái, phản ánh sức mạnh ngày càng tăng của các tư tưởng châu Âu.
Giữa thế kỷ 19 là khoảng thời gian tồi tệ nhất trong lịch sử Lào. Vua Luang Phrabāng vẫn giữ được độc lập danh nghĩa bằng cách nộp cống cho Trung Quốc và Việt Nam cũng như nước xiêm. Khi Xiêm phát triển cơ cấu của một quốc gia hiện đại, phần còn lại của lãnh thổ Lào bị Bangkok cai trị trực tiếp theo cách càng ngày càng chặt chẽ và đàn áp. Lãnh thổ Lào thưa thớt dân cư vì những cuộc tái định cư ép buộc, và các thành phố đầy những người dân nhập cư Trung Quốc và Việt Nam. Nếu cuộc khởi nghĩa của Ānuvongcho thấy sự khởi đầu của một tinh thần dân tộc Lào thực sự, thì tới những năm 1860, dường như nước Lào sẽ nhanh chóng đánh mất vai trò của một thực thể quốc gia và trở thành một vùng phụ thuộc của vương quốc Xiêm.

## Sự hình thành Ailao

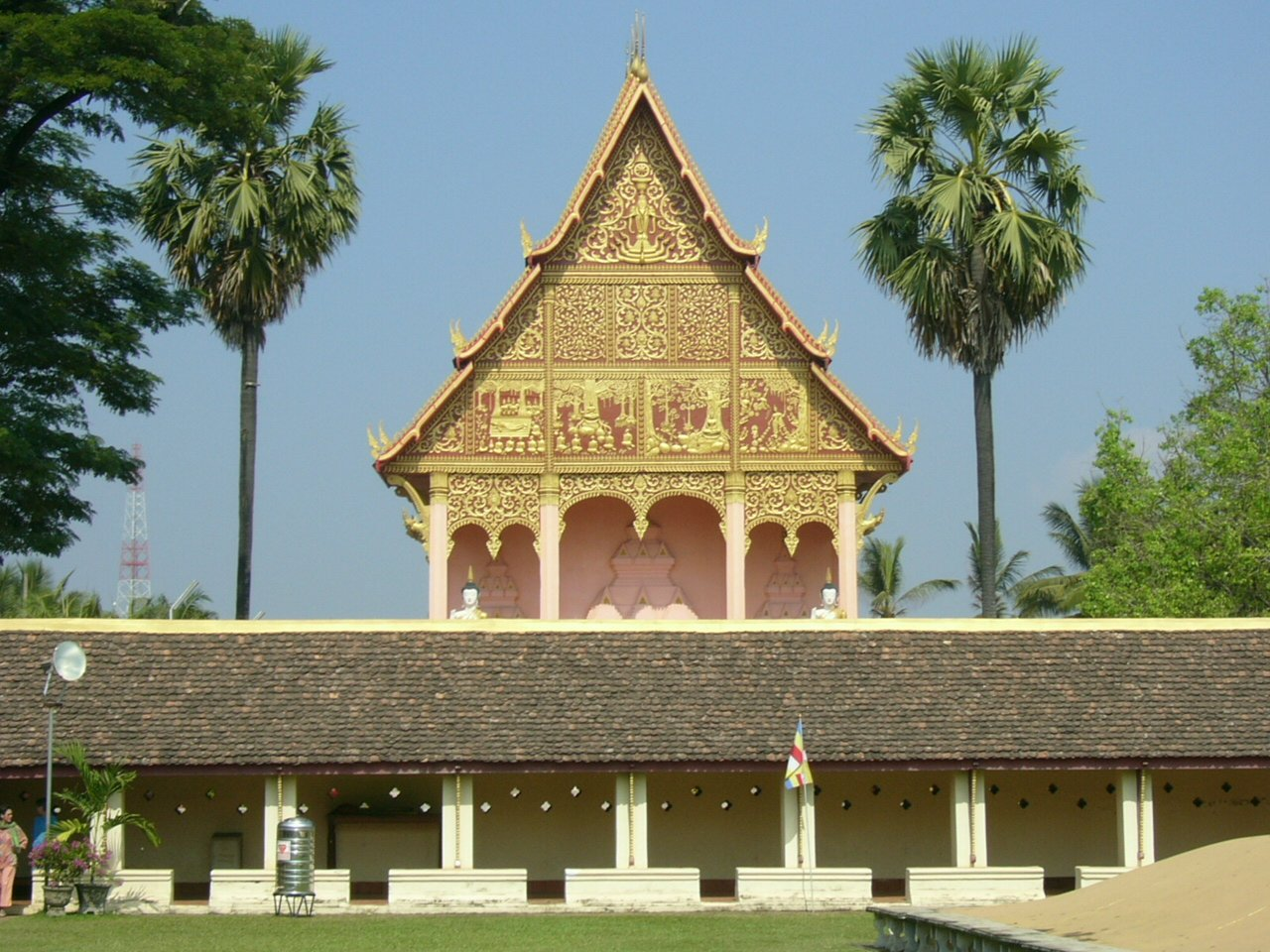
Wat Sisakēt, một trong số những ngôi chùa cổ nhất tại Viêng Chăn

Điều cứu vãn nước Lào chính là sự xuất hiện của chủ nghĩa thực dân châu Âu tại vùng Đông Nam Á. Đây là một điểm mà lịch sử chính thức của Lào, với sự nhấn mạnh vào cuộc đấu tranh chống chủ nghĩa thực dân, không muốn đề cập đến. Nhưng không có sự phủ nhận nào cho thực tế rằng sự chấm dứt thời cai trị của Xiêm đối với các vùng lãnh thổ Lào và sự thành lập nên nhà nước Lào là công của người Pháp, và đó chính là một sản phẩm phụ của tình trạng cạnh tranh giữa hai đế quốc thực dân Anh và Pháp. Không như người Hà Lan và Bồ Đào Nha, hai cường quốc này không chỉ muốn buôn bán với các nước trong vùng Đông Nam Á - họ tìm cách kiểm soát cả lãnh thổ những nước này. Miến Điện, từng là một nỗi sợ hãi ám ảnh của các dân tộc Thái trong nhiều thế kỷ, đã từng bước bị sáp nhập vào Ấn Độ thuộc Anh trong giai đoạn 1826 và 1885. Việt Nam, một nước mạnh khác trong vùng, không chống nổi người Pháp, đã phải chịu một chính quyền bảo hộ được lập lên ở miền Nam Việt Nam và phía đông Campuchia năm 1862 và đến năm 1883 thì kiểm soát toàn bộ vùng lãnh thổ còn lại của Việt Nam.
Những sự phát triển đó báo hiệu những rắc rối cho nước Xiêm, đất nước bị kẹp giữa hai cường quốc thực dân. Dưới thời cai trị của các vị vua có tư tưởng tân tiến Rama IV (1851-68) và Rama V (1868-1910), Xiêm tìm cách biến mình thành một quốc gia hiện đại có khả năng tự bảo vệ độc lập, nhưng các biên giới đã xiêu vẹo của đế chế đa sắc tộc này không còn có thể bảo vệ được nữa. Hiệp ước năm 1883 với vua Tự Đức của Việt Nam trao cho Pháp quyền kiểm soát toàn bộ lãnh thổ phụ thuộc hoặc đã từng phụ thuộc triều đình Huế, và cũng không có gì ngạc nhiên khi họ chọn cách hiểu hiệp ước này theo một nghĩa rất rộng. Đa phần lãnh thổ của Lào từng một thời là những vùng phụ thuộc của Việt Nam, dù trên thực tế thì điều này thường chẳng có ý nghĩa gì cả. Pháp áp đặt một khái niệm quốc gia kiểu châu Âu lên những quan hệ phong kiến đó, và từ đó dựng lên một tuyên bố chủ quyền về lãnh thổ đối với toàn bộ lãnh thổ từng thuộc về vương quốc Lān Xāng.
Người Pháp đóng vai trò chính trong vụ này là Auguste Pavie (1847-1925), ông từng sống 17 năm ở Việt Nam và Campuchia để mở rộng thêm các quyền lợi của Pháp từ khi được bổ nhiệm làm phó lãnh sự ở Luang Phrabāng vào năm 1886. Pavie cũng là một nhà thám hiểm đáng chú ý và là một học giả có tình cảm thực sự với các dân tộc ở Đông Dương, ông cho rằng cần giải phóng họ khỏi tình trạng tách biệt và chế độ phong kiến bằng cách du nhập vào đó các tư tưởng Pháp. Ông coi các vua Xiêm cai trị ở Lào là bọn tham nhũng và áp bức. Khi Luang Phrabāng bị những bộ tộc Thái ở vùng đồi núi tấn công, và những vị quan người Xiêm ở Lào chạy trốn, chính Pavie đã tổ chức phòng thủ thành phố và cứu nguy cho vị vua già Oun Kham. Nhà vua rất cảm kích và ông để nghị nước Pháp đứng ra bảo hộ thay cho nước Xiêm. Pavie không thể dàn xếp được vụ này dù ông đã thực hiện việc sáp nhập vùng Sipsong Chu Thai nói tiếng Thái vào vùng Việt Nam thuộc Pháp. Pavie gọi công cuộc xây dựng thiện chí với Pháp ở Lào của mình là "cuộc chinh phục những trái tim," nhưng sau chót vẫn phải cần đến vũ lực mới hất cẳng được người Xiêm.
Tới năm 1890 chính quyền Pháp ở Hà Nội, được hỗ trợ bởi một đảng mạnh trong nghị viện Pháp, quyết định sẽ thôn tính toàn bộ nước Xiêm, mà nước Lào chư hầu của nó chỉ là giai đoạn đầu. Năm 1892 Pavie được chỉ định làm Tổng lãnh sự Pháp ở Bangkok, và yêu cầu người Xiêm chấp nhận "những nhà buôn" Pháp tại các thành phố lớn của Lào, từ Luang Phrabāng đến Stung Treng. Pavie biện bạch rằng pháp sẽ yêu cầu quyền bảo hộ đối với toàn bộ lãnh thổ Lào trên cả hai bờ sông Mê Kông. Ông cho rằng điều này sẽ làm suy yếu nước Xiêm, và sau đó việc thôn tính hoàn toàn nước này sẽ xảy ra. Hoàn toàn hiểu rõ những điều người Pháp dự định tiến hành, Xiêm gấp rút đưa quân và các quan cai trị vào trong lãnh thổ Lào, nhưng cơ cấu của nó vẫn chưa đủ phát triển để thực sự nắm chắc được những tỉnh xa xôi đó. Hơn nữa sự tin tưởng của Rama V rằng người Anh sẽ ủng hộ ông trong mọi xung đột với nước Pháp đã bị chứng minh là không có căn cứ.
Tháng 7 năm 1893 những xung đột nhỏ tại biên giới dẫn tới một xung đột vũ trang, với việc các tàu chiến Pháp đi ngược sông Chao Phraya đe dọa Bangkok. Đối mặt với mối đe doạ đó, Xiêm đầu hàng, và Pháp lập lên một chế độ bảo hộ trên toàn vùng phía đông Mê Kông. Năm 1904 lại có xung đột xảy ra, phần lớn do người Pháp. Một lần nữa người Anh lại không giúp đỡ Xiêm và Xiêm buộc phải lùi bước, nhượng lại hai vùng đất phía tây sông Mê Kông là Xainaburī ở phía bắc và Champāsak ở phía nam. Cùng lúc đó, Pháp cắt Stung Treng khỏi Lào để nhập vào Campuchia và thực hiện một số sửa đổi khác về biên giới giữa Lào và Việt Nam. Những thay đổi đó đã thiết lập biên giới Lào từ thời đó đến giờ.
Những người Pháp theo chủ nghĩa bành trướng được Pavie hối thúc muốn tiếp tục gây sức ép để đòi hỏi những vùng đất của các dân tộc nói tiếng Lào ở cao nguyên Khōrāt, nhưng người Anh đã can thiệp vào việc này. Sau khi đã chiếm được quyền kiểm soát Miến Điện và Malaya, họ muốn giữ Xiêm lại làm một quốc gia đệm giữa đế chế của mình và Pháp hơn là cho phép người Pháp thôn tính toàn bộ nước Xiêm. Tới năm 1909, tình hình ở châu Âu đã thay đổi, và Pháp quyết định rằng họ cần nước Anh làm đồng minh để chống lại nước Đức đang ngày càng nổi lên hùng mạnh. Vì thế Paris quyết định rằng nước Xiêm không còn đáng giá các rủi ro khi xung đột với các quyền lợi của Anh quốc.
Vì thế việc nước Pháp ngừng chiếm quyền kiểm soát toàn bộ các vùng lãnh thổ Lào đã tạo nên các biên giới của nước Lào ngày nay - đường biên giới đã trở nên bền vững khi người Anh phản đối bất kỳ sự lấn sâu thêm nào của Pháp vào đất Xiêm. Nhưng nó cũng tạo ra tình huống khó khăn mà người Lào phải đối mặt kể từ lúc đó. Nếu Pháp đã không can thiệp vào mọi công việc nội bộ của Xiêm, thì chắc Lào đã bị sáp nhập lặng lẽ vào một quốc gia Xiêm nói tiếng Thái lớn hơn. Mặt khác, nếu Pháp thành công trong việc tách mọi vùng lãnh thổ Lào khỏi Xiêm, thì có lẽ ngày nay đã có một nước Lào rộng lớn, một sự tái tạo thực sự của Lān Xāng trên cả hai bờ sông Mê Kông với khoảng 20 triệu người. Thay vào đó, nước Lào ngày nay chỉ có 6 triệu người mà chỉ một nửa trong số đó coi tiếng Lào là tiếng mẹ đẻ. Trong khi đó, vùng Isan của Thái Lan có 15 triệu người nói tiếng Lào (ngôn ngữ hiện nay được gọi chính thức là "tiếng Thái Đông Bắc", nhưng nó hầu như giống hệt với tiếng Lào chuẩn). Với sự di dân lớn gần đây từ Isan tới Bangkok, hiện ở Bangkok có nhiều người nói tiếng Lào hơn so với ở Viêng Chăn, thủ đô Lào. Lào hầu như là dân tộc duy nhất không có sự tương đồng giữa sự phân bố về địa lý của họ và các biên giới của cái hiện nay được cho là quốc gia của dân tộc họ.

## Lào thuộc Pháp
Không thực hiện được đại kế hoạch sáp nhập nước Xiêm, người Pháp không còn chú ý đến Lào và trong 50 năm tiếp sau nó vẫn là một vùng tù túng bên trong liên bang Đông Dương của Pháp. Về mặt chính thức, Vương quốc Luang Phrabāng và Công quốc Champāsak vẫn là những vùng bảo hộ với quyền tự trị bên trong, nhưng trên thực tế chúng bị cai quản bởi các công sứ Pháp. Vua Sisavang Vong, người lên làm vua Luang Phrabāng năm 1904, vẫn giữ sự trung thành rõ ràng với người Pháp trong 55 năm cai trị của mình. Phần còn lại của đất nước ban đầu được chia làm hai vùng, Thượng Lào và Hạ Lào, mỗi vùng được một sĩ quan chỉ huy, và đóng đô tại Luang Phrabāng và Pākxē. Sau đó nước này được chia thành mười một tỉnh, mỗi tỉnh có một vị công sứ người Pháp. Năm 1898 toàn bộ lãnh thổ Lào bị đặt dưới sự tổng giám sát của một Tổng công sứ, đóng đô ở Viêng Chăn (hay Vientiane) chịu trách nhiệm với Toàn quyền Đông Dương ở Hà Nội. An ninh, phong tục và thông tin liên lạc được kiểm soát từ Hà Nội, và vì thế bị sao nhãng ở trên lãnh thổ Lào, nơi có ít ưu tiên về ngân sách. Các chính quyền địa phương chịu trách nhiệm về sức khoẻ, giáo dục và pháp luật, và tự kiếm lấy tiền ở địa phương mà chi dùng.
Người Pháp thừa hưởng một lãnh thổ ít dân và bị đồi phong bại tục trong nhiều năm chiến tranh và mất trật tự: năm 1910 chỉ có khoảng 600.000 người sống ở Lào, gồm nhiều người Trung Quốc và Việt Nam. Để lập lại trật tự, một quân đội địa phương, Garde Indigène, được thành lập gồm một hỗn hợp các đội quân Lào và Việt Nam dưới sự chỉ huy của sĩ quan Pháp. Cướp bóc bị áp chế, nô lệ bị bãi bỏ, và chế độ quan liêu Lào Lùm ưu việt hơn so với Lào Thơng và Lào Sủng bị ngăn lại. Các nhân viên người Việt được đưa vào trong bộ máy hành chính để giúp đỡ cho số lượng nhân viên người Pháp ít ỏi – năm 1910 chỉ có khoảng 200 người Pháp trên toàn bộ nước Lào. Các thương nhân Trung Quốc và Việt nam tới những thành phố đang hồi phục (đặc biệt là Viêng Chăn) và hồi sinh thương nghiệp.
Người Pháp nắm lấy quyền thu thuế vốn trước kia do người Xiêm đảm nhiệm, nhưng bởi vì các quan chức Pháp ít tham nhũng hơn quan chức Xiêm nên số thuế thu được tăng lên. Người Lào nói chung cũng có trách nhiệm phải đi phu phen, quy định là mười ngày một năm, dù có thể xin miễn bằng cách trả tiền. Người Lào-Lum hay phải đi phu nhất, có lẽ bởi vì họ bị coi là chỉ thích hợp với những vùng núi ở Lào và những công việc kiểu nô lệ. Người Việt Nam và Trung Quốc không phải đi phu (không đúng sự thực, ít nhất là đối với người Việt Nam), nhưng phải chịu một mức thuế theo đầu người bằng tiền mặt lớn hơn. Những khoản thu khác từ việc buôn bán thuốc phiện, rượu và độc quyền muối của nhà nước. Tuy nhiên, chính quyền hành chính ở Lào luôn thiếu tiền, và sự phát triển, đặc biệt ở vùng núi cao rất chậm chạp.
Nói chung, người Lào coi sự cai trị của Pháp là dễ chịu hơn so với người Xiêm, và nó bảo đảm rằng thỉnh thoảng không có những cuộc nổi dậy có tổ chức chống lại họ. Tuy nhiên, năm 1901, một cuộc nổi loạn nổ ra ở phía nam do một người Lào Thơng tên là Ong Kẹo lãnh đạo, ông tự coi mình là đức Phu-mi-bun (người thần thánh) và tôn thờ Chúa cứu thế. Cuộc nổi loạn này về tính chất không phải là chống lại pháp hay những người Lào theo chủ nghĩa quốc gia, nhưng lôi cuốn được nhiều người ủng hộ và chỉ tới năm 1910 mới bị đàn áp triệt để khi Ong Kẹo bị giết. Tuy nhiên, một trong những chỉ huy dưới quyền Ong Kẹo, Ong Kommadam, vẫn sống sót và trở thành nhà lãnh đạo những người Lào theo chủ nghĩa quốc gia những năm sau đó. Sau cuộc cách mạng Trung Quốc năm 1911, có những rắc rối xảy ra ở phía bắc Lào khi các vị lãnh chúa và bọn kẻ cướp Trung Quốc đem chiến tranh sang phía bên kia biên giới (vốn chưa được xác định rõ ràng) và bởi vì những người Lào Sủng có quan hệ với Trung Quốc bị lôi kéo vào cuộc xung đột. Pháp cố gắng điều chỉnh việc buôn thuốc phiện cũng dẫn tới nổi loạn ở một số vùng. Trong những năm 1914-16 có một cuộc nổi loạn của người Hmong được gọi là "cuộc nổi loạn của người điên" theo lãnh đạo của nó, một pháp sư được gọi là Pa Chai. Lịch sử chính thức của Lào sau này gọi tất cả những cuộc nổi loạn đó là "những cuộc chiến đấu chống thực dân" nhưng đây là một sự cường điệu.
Sự so sánh giữa cách cai trị của người Pháp và người Xiêm đã dẫn tới việc nhiều người Lào ở Isan di cư quay về trong nước, làm tăng dân số và phục hồi thương mại. Những thành phố ở châu thổ sông Cửu Long như Viêng Chăn, Savannakhet và Paksē bắt đầu phát triển, dù người Việt và người Trung Quốc vẫn chiếm số đông ở đó. Nông nghiệp và thương mại phục hồi. Người Pháp hy vọng hướng thương mại Lào về phía hạ lưu sông Cửu Long tới Sài Gòn, nhưng họ không thể cạnh tranh với con đường thương mại nhanh chóng và rẻ hơn qua Bangkok, đặc biệt khi những đường sắt của người Xiêm đã tiến tới sông Cửu Long trong thập kỷ 1920. Điều này khiến cho Xiêm vẫn đóng một vị trí quan trọng trong kinh tế Lào sau khi ảnh hưởng chính trị của Xiêm đã chấm dứt: một sự thực hiện vẫn không thay đổi. Người Pháp đề nghị xây dựng một tuyến đường sắt xuyên qua vùng núi tới Việt Nam, nhưng vốn cho dự án này không bao giờ được Paris duyệt chi. Tuy nhiên người Pháp đã xây dựng tuyến đường quan trọng nhất ở Lào, Quốc lộ 13 từ Viêng Chăn tới Paksē (gần đây hơn nó đã được kéo dài về phía bắc tới Luang Phrabāng). Nhưng phát triển kinh tế vẫn còn chậm chạp. Có một số mỏ thiếc và một số vùng trồng cà phê, nhưng tình trạng cô lập của quốc gia này và địa hình không thích hợp có nghĩa là nó không bao giờ được chính quyền bảo hộ coi là một nơi để kiếm ra tiền. Hơn 90% người Lào vẫn là nông dân, với thặng dư lương thực chỉ vừa đủ để bán lấy tiền nộp thuế.
Đa số người Pháp tới Lào là các viên chức, người định cư hay truyền giáo đã phát triển ảnh hưởng mạnh tới đất nước và dân chúng Lào, và nhiều người đã bỏ ra hàng thập kỷ để làm những việc mà họ cho là giúp cải thiện đời sống của dân Lào. Một số lấy vợ người Lào, học tiếng, theo Phật giáo và "trở thành giống dân địa phương" – một điều được chấp nhận nhiều hơn ở đế chế thuộc địa Pháp so với Anh. Tuy nhiên, với những thói quen căn bản đặc trưng của người Âu ở thời gian đó, họ có coi người Lào là hiền lành, tử tế, ngây thơ, khờ dại và lười biếng, coi họ theo điều mà một nhà văn đã gọi là "một sự pha trộn của ảnh hưởng và exasperation." Họ không tin rằng người Lào sẽ có thể tự cai quản lấy mình, và rất đủng đỉnh trong việc lập ra một hệ thống giáo dục kiểu phương Tây ở Lào. Trường trung học đầu tiên ở Viêng Chăn mãi tới năm 1921 mới mở cửa, và chỉ trong thập kỷ 1930 những sinh viên Lào mới được tiếp cận với giáo dục ở mức cao hơn tại Hà Nội hay Paris. Dần dần một mạng lưới các trường tiểu học phát triển ra khắp những vùng đất thấp, và tới những năm 1930 tỷ lệ biết chữ trong cộng đồng Lào-Lum đã tăng khá nhiều. Nhưng ở những vùng cao, nơi người dân nói tiếng Lào thổ ngữ hay tiếng không phải Lào, vẫn còn chưa được tiếp cận với giáo dục.
Trong số những người Lào đầu tiên được tiếp thu nền giáo dục tiên tiến phương Tây là ba anh em thuộc tầng lớp trên, con trai (khác mẹ) của Chau Bunkhong, vị uparāt (phó vương có quyền thế tập) ở Luang Phrabāng: gồm Hoàng tử Phetxarāt (1890-1959), Hoàng tử Suvannaphūmā (1901-84) và Hoàng tử Suphānuvong (1909-95), những người này sau đó đã lãnh đạo chính trị Lào trong nhiều năm. Phetxarāt tốt nghiệp Trường thuộc địa ở Paris và là người Lào đầu tiên tới học ở Đại học Oxford. Cả Suvannaphūmā và Suphānuvong đều tốt nghiệp kỹ sư ở Pháp. Suvannaphūmā cũng học những môn kinh điển, tiếng Latinh, tiếng Hy Lạp và Pali: trở thành một hình mẫu một nhà chính trị học giả kiểu Pháp. Có một sự quan sát tiêu chuẩn của lịch sử hậu thuộc địa rằng những học giả được giáo dục kiểu phương tây sau này sẽ trở thành lãnh đạo của các phong trào chống chủ nghĩa thực dân. Những người được Pháp giáo dục như Phetxarāt, Suvannaphūmā và Suphānuvong có lẽ sẽ xác định trường hợp này ở Lào, nhưng trên thực tế tất cả họ đầu tiên đều là những quan chức Lào và sau đó mới là những trí thức có tinh thần quốc gia, thậm chí Suphānuvong cuối cùng trở thành nhà lãnh đạo tinh thần của nước Lào xã hội chủ nghĩa. Lào không bao giờ sản sinh ra một con người kiểu Pol Pot, một người được đào tạo ở Pháp và hoàn toàn chủ trương tư tưởng Mác xít. Sự đóng góp thực tế của Pháp cho chủ nghĩa quốc gia Lào, tách ra khỏi sự thành lập nước Lào, được thực hiện bởi những chuyên gia đông phương học của Trường Viễn đông Bác cổ Pháp (École Française d'Extrême-Orient), những người đã thực hiện các công việc khảo cổ chính, tìm kiếm và xuất bản những văn bản lịch sử Lào, tiêu chuẩn hoá chữ viết trong ngôn ngữ Lào, phục hồi những đền chùa và lăng tẩm đã hư hại và năm 1931 lập ra Viện Phật giáo Lào độc lập ở Viêng Chăn, nơi Pali từng được dạy dỗ và nhờ thế người Lào có thể nghiên cứu lịch sử cổ đại của riêng nước mình. Sự khôi phục và giữ gìn những vinh quang văn hoá cũ của Luang Phrabāng là một đặc tính và sự nỗ lực của văn minh Pháp.
Sự khuyến khích văn hóa và nghiên cứu lịch sử Lào của người Pháp đã tạo ra một tầng lớp trí thức Lào mới, họ nhanh chóng tập hợp dưới sự lãnh đạo của Phetxarāt, một học giả tài năng. Phetxarāt hiện được coi là một người theo chủ nghĩa quốc gia, nhưng ở vị trí số một ông phải là người dẫn đầu sự hợp tác của Lào với Pháp. Năm 1923 ông được chỉ định làm Giám sát bản xứ về những công việc chính trị và hành chính, khiến ông trở thành người Lào có chức vị cao nhất nước. Ông làm việc để tăng số vị trí người Lào trong bộ máy hành chính và giảm bớt vai trò của người Việt Nam. Phetxarāt và những nhà lãnh đạo Lào khác thích kiểu cai trị của Pháp bởi vì nó bảo vệ họ khỏi người Xiêm và người Việt Nam. Chỉ khi người Pháp mất đi quyền lực và uy tín thì tầng lớp trí thức Lào mới quay sang chống lại họ.

## Giai đoạn từ 1945

### Trong thế chiến 2
Lào có vẻ được để kệ là một vùng chậm phát triển dễ chịu của Đế chế Pháp và hầu như hoàn toàn không bị các sự kiện bên ngoài ảnh hưởng tới từ năm 1940 trở về trước. Sự sụp đổ của Pháp trước cuộc tấn công của Đức Phát xít là một cú sốc lớn đối với niềm tin của Lào vào khả năng bảo vệ họ của Pháp. Mối đe doạ lớn nhất của Lào lúc ấy là thuyết phục hồi lãnh thổ của Xiêm. Tháng 12, 1940 quân đội của Thống chế Phibun ở Bangkok tấn công Đông Dương thuộc Pháp với sự ủng hộ ngầm của Nhật Bản, chiếm vùng phía tây Campuchia, và đòi lại Xainaburī cùng Champāsak, vốn từng là một phần của nước Lào thuộc Pháp từ năm 1904. Chính quyền Vichy Pháp cho phép quân đội Nhật đóng ở Đông Dương, mặc dù lúc ấy vẫn chưa cho phép vào Lào. Nỗi sợ hãi bị bỏ lại cho Thái Lan (khi ấy Phibun đã đổi lại tên thành Xiêm) và Nhật Bản dẫn tới việc thành lập tổ chức quốc gia Lào đầu tiên, Phong trào đổi mới quốc gia, tháng 1 năm 1941, do Phetxarāt lãnh đạo và các viên chức pháp ủng hộ, dù không được chính quyền Vichy ở Hà Nội ủng hộ. Nhóm này viết ra quốc ca Lào hiện nay và thiết kế ra lá cờ Lào bây giờ trong khi lại nghịch lý là thề nguyền ủng hộ nước Pháp.
Các vị trí thức đó tồn tại tới khi Pháp được giải phóng năm 1944, đưa Charles de Gaulle lên nắm quyền. Điều này có nghĩa là chấm dứt đồng minh giữa Nhật và hành chính Pháp ở Đông Dương. Người Nhật không có ý định cho phép người Pháp hất cẳng, và cuối năm 1944 họ thực hiện một cuộc đảo chính ở Hà Nội. Các đơn vị lính pháp chạy qua vùng núi non biên giới sang Lào, bị người Nhật đuổi theo, chiếm Viêng Chăn tháng 3 năm 1945 và Luang Phrabāng trong tháng 4. Vua Sīsavāngvong được người Nhật giữ lại, nhưng con của ông là Thế tử Savāngvatthanā kêu gọi mọi người Lào ủng hộ Pháp và nhiều người Lào đã chết khi chiến đấu cùng với người Pháp chống lại những kẻ chiếm đóng Nhật Bản.
Tuy nhiên, hoàng tử Phetxarāt phản đối tình hình này, dù Lào có thể giành lại độc lập với sự trợ giúp của người Nhật, người đã đưa ông lên làm thủ tướng Luang Phrabāng, dù không phải là toàn bộ nước Lào. Trên thực tế đất nước trong tình trạng hỗn loạn và chính phủ của Phetxarāt không có thực quyền. Một nhóm Lào khác, Lao Sēri (Lào tự do), trở thành đồng minh của Thái, có nghĩa là ủng hộ người Nhật. Một tình hình phức tạp hơn diễn ra khi một số lực lượng Việt Nam tiến sang giúp giải phóng nước Lào. Mặc dù đường lối chính thức của cộng sản ở thời kỳ này là thống nhất mọi lực lượng chống Nhật, người Việt Nam ghét Pháp và vì thế ủng hộ cho chính phủ của Phetxarāt.
Tháng 8, 1945, khi đất nước bị tan rã ra trong một cuộc nội chiến nhiều phía, người Nhật bất ngờ đầu hàng đồng minh. Ở Lào và ở thủ đô nhiều nước mới giành lại độc lập khác ở Đông Nam Á, có một sự tranh giành quyền lực đang bị bỏ trống. Những địch thủ chính là người Pháp theo De Gaulle, các lực lượng du kích của họ đang kiên trì chiến đấu ở nhiều vùng thuộc Lào, và một nhóm Lào theo chủ nghĩa quốc gia mới do Phetxarāt lãnh đạo, nhóm Lào Issara (cũng có nghĩa là Lào tự do). Quân đội đồng minh ở gần đó nhất là nhóm Quốc gia Trung Quốc ở phía nam Trung Quốc, và lực lượng này chuẩn bị tiến về phía nam để nhận sự đầu hàng của Nhật Bản. Hoa Kỳ chính thức phản đối người Pháp tái lập quyền cai trị ở Đông Dương và người Anh cũng không thể giúp đỡ gì được. Nhưng người Pháp không chịu từ bỏ Đông Dương mà không chiến đấu.

### Lào trong chiến tranh Đông Dương
Trong Chiến tranh thế giới thứ hai, người Nhật chiếm Đông Dương. Khi Nhật đầu hàng, những người quốc gia Lào tuyên bố độc lập, nhưng tới đầu năm 1946, quân Pháp tái chiếm nước này và chỉ trao cho họ một số quyền tự trị hạn chế. Trong Chiến tranh Đông Dương lần thứ nhất, Đảng cộng sản Đông Dương đã lập ra tổ chức kháng chiến Pathet Lào nhằm giành độc lập cho Lào. Lào hoàn toàn độc lập sau khi Pháp bị những người cộng sản Việt Nam đánh bại và sau Hội nghị Genève năm 1954.
Các cuộc bầu cử được tổ chức vào năm 1955, và chính phủ liên hiệp đầu tiên, do Hoàng tử Souvanna Phouma lãnh đạo được thành lập năm 1957. Chính phủ liên hiệp sụp đổ năm 1958 vì sức ép của Hoa Kỳ. Năm 1960 các đơn vị quân đội thực hiện một cuộc đảo chính yêu cầu cải cách và một chính phủ trung lập. Chính phủ liên hiệp thứ hai ra đời, và lại do Souvanna Phouma lãnh đạo, nhưng chính phủ này không giữ được quyền lực. Những lực lượng cánh hữu dưới quyền của tướng Phoumi Nosavan loại bỏ những người trung dung ra khỏi chính phủ cùng trong năm đó.

### Nội chiến 1962-1975
Một hội nghị Genève lần thứ hai được tổ chức năm 1961-62, quy định tính độc lập và trung lập của nước Lào, nhưng thoả thuận này lại bị cả Hoa Kỳ và Việt Nam Dân Chủ Cộng Hoà phá vỡ và chiến tranh lại nhanh chóng diễn ra. Lào bị kéo vào Chiến tranh Đông Dương lần hai (1954-1975). Việt Nam Dân chủ Cộng hòa sử dụng vùng cán xoong của Lào làm đường vận chuyển hậu cần và chuyển quân từ miền Bắc Việt Nam vào miền Nam. Để chống lại nỗ lực này, Hoa Kỳ thành lập lực lượng của tướng Vàng Pao với mục đích quấy phá các cơ sở và lực lượng của Việt Nam Dân Chủ Cộng Hoà đặt tại Lào. Xung đột cũng diễn ra giữa Quân đội quốc gia Lào và lực lượng Pathet Lào với hậu thuẫn là Quân đội Nhân dân Việt Nam. Trong gần một thập kỷ, phần đông nam Lào là nơi phải chịu nhiều trận ném bom dữ dội nhất trong lịch sử chiến tranh , khi Hoa Kỳ tìm cách phá huỷ đường mòn Hồ Chí Minh chạy xuyên nước Lào. Khu vực này của Lào cũng nhiều lần bị Quân lực Việt Nam Cộng hòa xâm lấn (ví dụ Chiến dịch Lam Sơn 719) và các đội thám báo Mỹ thâm nhập với mục đích phá hoại tuyến đường hậu cần trên.

## Giai đoạn từ 1975 đến nay
Một thời gian ngắn sau Hiệp định hoà bình Paris dẫn tới sự rút quân của Mỹ khỏi Việt Nam, một cuộc ngừng bắn diễn ra giữa Pathet Lào và chính phủ dẫn tới việc thành lập một chính phủ liên minh mới. Tuy nhiên, Việt Nam Dân Chủ Cộng Hoà không thực sự rút quân khỏi Lào và Pathet Lào vẫn là một đội quân phụ thuộc vào Việt Nam Dân Chủ Cộng Hoà. Sau sự kiện 30 tháng 4 năm 1975, Pathet Lào với sự hỗ trợ của Việt Nam đã có thể chiếm toàn bộ quyền lực mà chỉ gặp phải một sự chống đối ít ỏi. Ngày 2 tháng 12 năm 1975, nhà vua buộc phải thoái vị và nước Cộng hoà dân chủ nhân dân Lào được thành lập.
Chính phủ mới do Kaysone Phomvihane lãnh đạo áp đặt nền kinh tế tập trung hoá và đưa nhiều thành viên của chính phủ và quân đội trước đây vào các "trại giáo dục tập trung", trong số đó có nhiều người Hmong. Lào phụ thuộc nhiều vào viện trợ của Liên Xô thông qua Việt Nam cho tới khi Liên Xô sụp đổ vào năm 1991. Trong thập kỷ 1990 đảng cộng sản Lào chấm dứt quản lý kinh tế tập trung hoá